# Gaertnera vaginata
Espèce
Gaertnera vaginata est une espèce de plante de la famille des rubiacées. Elle est endémique de l'île de La Réunion, département d'outre-mer français du sud-ouest de l'océan Indien. Son nom local est « Losto café ».
La hauteur de cette plante peut variée de 2 m à 8 m. Ses fleurs sont blanches et cet arbuste fait partie de la famille du caféier.
La plante pousse à La Réunion.